# إدموند بارتون
إدموند بارتون (بالإنجليزية: Edmund Barton) (18 يناير 1849 - 7 يناير 1920) هو سياسي وقاضي استرالي وأول رئيس وزراء لدولة استراليا.
استقال بارتون من منصب رئيس الوزراء في عام 1903 ليصبح قاضيًا في المحكمة العليا الأسترالية وخدم في هذا المنصب حتى وفاته عام 1920.
كان السير إدموند «توبي» بارتون، الحائز على وسام القديس ميخائيل والقديس جرجس وعضو مجلس الملك، (18 يناير 1849-7 يناير 1920) سياسيًا وقاضًيا أستراليًا شغل منصب أول رئيس وزراء لأستراليا منذ عام 1901 حتى عام 1903، وتولى منصب زعيم حزب الحمائية. استقال ليصبح عضوًا مؤسسًا في المحكمة العليا في أستراليا حيث خدم حتى وفاته.
كان بارتون من أوائل المؤيدين لاتحاد المستعمرات الأسترالية، والذي لخص هدفه من ذلك بأن الاتحاد «أمة لقارة، وقارة لأمة». نُظر إلى بارتون بعد تقاعد هنري باركس على أنه زعيم حركة الاتحاد في نيوساوث ويلز. كان مندوبًا في المؤتمرات الدستورية، ولعب دورًا رئيسيًا في صياغة دستور وطني، وكان أحد الناشطين الرئيسيين من أجل الاتحاد في الاستفتاءات اللاحقة. كُلِّف بارتون في أواخر عام 1900 بتشكيل حكومة انتقالية كأول رئيس وزراء لأستراليا، وذلك على الرغم من حركة «هوبتون بلندر» الأولية. بدأت فترة ولايته في 1 يناير عام 1901، وهو التاريخ الذي حدث فيه الاتحاد.
فاز بارتون والحمائيون بأغلب المقاعد في أول انتخابات اتحادية في مارس عام 1901، ولكنهم كانوا أقل بكثير من الأغلبية. كان بارتون قادرًا على الاستمرار كرئيس للوزراء من خلال تشكيل تحالف مع حزب العمال الأسترالي الناشئ، والذي حافظ على ميزان القوى. أنشأت حكومة بارتون عددًا من المؤسسات الوطنية الجديدة، بما في ذلك قوة الدفاع الأسترالية والخدمة العامة للكومنولث. أدخل حق النساء في التصويت على مستوى الأمة، وأرسى أسس سياسة أستراليا البيضاء مع قانون تقييد الهجرة لعام 1901.
ترك بارتون السياسة في عام 1903 ليصبح أحد الأعضاء المؤسسين الثلاثة للمحكمة العليا التي أنشأتها حكومته. خلفه ألفرد ديكين كرئيس للوزراء. كان بارتون قادرًا في المحكمة على تشكيل التفسير القضائي للدستور الذي ساعد في كتابته.

## رئيس الوزراء (1901–1903)

### التعيين
عُيِّن بارتون رئيسًا للوزراء في 1 يناير عام 1901، وهو اليوم الذي دخل فيه الدستور الفيدرالي الجديد حيز التنفيذ. نُقِل مع العديد من الشخصيات البارزة الأخرى في شوارع سيدني في موكب شاهده الآلاف من المتفرجين، وذلك بدءًا من منطقة الدومين وانتهت في الحديقة المركزية. أقيمت مراسم أداء اليمين للحكومة الجديدة في جناح الاتحاد المصمم لهذا الغرض. كان التركيز الرئيسي على اللورد هوبتون، أول حاكم عام لأستراليا، والذي أقسم ثلاثة أقسام منفصلة وقرأ رسالة من الملكة فيكتوريا. أدى بارتون ووزارته قسم الولاء فقط، ولم يؤدوا القسم رسميًا أمام المجلس التنفيذي الاتحادي إلا في وقت لاحق من بعد الظهر. صُوِّرت أحداث ذلك اليوم في فيلم ونُشِر تحت عنوان «افتتاح الكومنولث»، وذلك على الرغم من ضعف حضور المشاركين الرئيسيين. وُصِف الفيلم بأنه أول فيلم وثائقي أسترالي طويل.
كُلِّف بارتون فقط بتشكيل حكومة قبل أسبوع واحد من توليه رئاسة الوزراء، وذلك بسبب ما أصبح يعرف باسم «هوبتون بلندر». وصل الحاكم العام الجديد اللورد هوبتون إلى أستراليا في 15 ديسمبر عام 1900. كلفه مكتب المستعمرات باختيار شخص ما لتشكيل حكومة انتقالية قبل الانتخابات الفيدرالية الأولى؛ وسيكون هذا الشخص أول رئيس وزراء لأستراليا. كان هناك افتراض شائع تجسد بعرض المنصب على بارتون، فبدأ في الاستعداد لهذا الدور، بما في ذلك مشروع خطة لأول انتخابات فيدرالية. كلف هوبتون ويليام لين بتشكيل حكومة في 19 ديسمبر. نوقِشت أسباب تكليفه، ولكن اجتُمِع على نطاق واسع على عدم صحة قراره. شرع لين، رئيس وزراء نيوساوث ويلز، في حملة نشطة ضد الاتحاد، ورفض السياسيون البارزون في كل من المستعمرات الأخرى العمل تحت قيادته. أبلغ هوبتون في 24 ديسمبر بأنه غير قادر على تشكيل حكومة، ونصحه بإرسال طلب إلى بارتون. أدى ذلك إلى عدم الإعلان رسميًا عن تشكيل الحكومة الأسترالية الأولى حتى 30 ديسمبر، أي قبل يومين من أداء اليمين. 